# Ен Хуей
Ен Хуей Он-ва, BBS MBE (кит. трад.: 許鞍華; спрощ.: 许鞍华; піньїнь: Xǔ Ānhuá; нар. 23 травня 1947)  ― гонконзька кінорежисерка, продюсерка, сценаристка й актриса, вона є однією з найбільш відомих гонконзьких режисерок "Нової хвилі". Вона відома своїми фільмами про соціальні проблеми в Гонконгу. Її кінороботи охоплюють різні категорії, серед яких: літературна адаптація, шедеври бойових мистецтв, напівавтобіографічні твори, жіночі проблеми, соціальні явища, політичні зміни, а також трилери. Вона працювала президентом Гільдії Гонконзьких кінорежисерів з 2004 по 2006 рік .
Хуей виграла численні нагороди за свої фільми. Вона тричі вигравала нагороди «Золотий кінь» (GHA) за найкращу режисуру (1999, 2011, 2014); кращий фільм на Азійсько-тихоокеанському кінофестивалі; та шість разів стала найкращою режисеркою за версією кінопремії в Гонконзі (1983, 1996, 2009, 2012, 2015, 2018).
Лише два фільми досягли Великого шолома (найкращий фільм, найкращий режисер, найкращий сценарій, найкращий актор та найкраща актриса) на кінопремії Hong Kong Film Awards; це «Літній сніг» та «Просте життя», режисеркою яких виступила Ен Хуей. У 2017 році Академія кіномистецтв і наук (AMPAS) запросила Хуей стати членкою.

## Раннє життя
23 травня 1947 р. Хуей народилась в місті Аньшань провінції Ляонін, Маньчжурія. Мати Хуей була японкою, а батько ― китайцем. У 1952 році Хуей переїхала у Макао, а потім, у віці п’яти років, у Гонконг. Хуей відвідувала школу монастиря св. Павла.

## Освіта
У 1972 році Хуей здобула ступінь магістра англійської та порівняльної літератури в Університеті Гонконгу. Хуей два роки навчалась в Лондонській кіношколі. Хуей захистила дипломну роботу про твори Алена Роб-Ґріє, французького письменника і режисера.

## Кар'єра
Коли Хуей повернулася до Гонконгу після перебування в Лондоні, вона стала помічницею видатного китайського режисера Кінга Ху. Її проривна режисерська робота розпочалася з декількох драматичних серіалів та короткометражних документальних фільмів на 16 мм для телевізійної студії Television Broadcasting Limited (TVB). Протягом 1977 року Хуей продюсувала і режисувала пів дюжини фільмів для Незалежної комісії проти корупції (ICAC), гонконзської організації, створеної з метою усунення неправомірних дій уряду. Два з цих фільмів були настільки суперечливими, що їх довелося заборонити в ефірі. Через рік Хуей режисувала три епізоди документальної серії "Нижче Лева", що зображає життя людей з Гонконгу, в ефірі радіостанції "Гонконг" (RTHK). Найвідоміший епізод Хуей -― "Хлопчик з В'єтнаму" (1978), який є початком її "в'єтнамської трилогії".
У 1979 році Хуей нарешті зняла свій перший повнометражний фільм «Таємниця», який отримав премію «Золотий кінь» за найкращий повнометражний фільм.
У 1980-х роках найпопулярнішими фільмами були східні варіації орієнтованих на Голлівуд бойовиків. Але Хуей не слідувала тенденціям і вважала за краще створювати більше особистих фільмів. Багато її найкращих фільмів стосуються тем про культурне переміщення. Зокрема, її центральними персонажами часто є особи, яких змушують переїхати в іншу країну і демонструють, що вони борються і вчаться виживати. Хуей схильна досліджувати реакцію персонажів на різні середовища та їх реакцію на повернення додому. У цей період "нової хвилі" більшість її фільмів є різкими й жорсткими, із сатиричними та політичними метафорами, що зображає її турботу про "людей"; її турботу про жінок; висловлення голосів за дітей-сиріт, які були розчавлені війною; а також надання голосу в'єтнамським біженцям. Найвідоміші її роботи, які підпадають під цю категорію, ― "Історія Ву В'єта" (1981) та "Човни-люди" (1982) - інші дві частини її "в'єтнамської трилогії". "Човни-Люди" виграли Гонконзьку кінопремію за найкращий фільм та найкращу режисуру. Хоча Хуей режисувала деякі загальні фільми, ще однією загальною темою, з якою вона працює, є сімейні конфлікти, як, наприклад, у фільмі 1990 року "Мій американський онук".
Турбота Хуей про "людей" та "жінку" стає найпоширенішою у її фільмах. Вона завжди записує історії з точки зору жіночих об'єктив. Однією з найбільш особистих її робіт є "Пісня про вигнання" (1990), напівавтобіографічний фільм. У фільмі розглядається проблема "сімейних зв’язків" та "ідентичності". На ній зображена історія молодої жінки Чеун Хуейн, яка повернулася до Гонконгу на весілля сестер після того, як пару років вивчала фільм у Лондоні. Цей фільм виграв як кінопремію Гонконгу, так і премію «Золотий кінь» за найкращу режисуру, а Хуей стала режисеркою, яка отримала більшість із цих двох нагород. У 2004 році вона була президентом Гільдії кінорежисерів Гонконгу.
У 1990-х роках робота Хуей почала орієнтуватись на більш комерційні фільми. Її режисерська кар’єра дещо сповільнилася, оскільки вона більше зосереджувалась на залаштунковій роботі для інших режисерів. Однак тема переміщення все ще повторюється у більшості її робіт. У середині 90-х Хуей спробувала розпочати кінопроєкт про різанину на площі Тяньаньмень і реакцію громадян Гонконгу. Але проєкт так і не був завершений через брак фінансування. Термін різанина на площі Тяньаньмень не використовується китайським урядом, оскільки він зображує більш жорстке зображення інциденту. Зараз це більше визнається як акції протесту на площі Тяньаньмень або інцидент четвертого червня.

### В’єтнамська трилогія
Хлопчик з В’єтнаму (1978) ― перший фільм в’єтнамської трилогії Хуей. Цей фільм заснований на історичних подіях: наприкінці 1970-х велика кількість в'єтнамських човнів незаконно іммігрувала до Гонконгу. Цей фільм описує досвід тих людей на човнах, які ризикують своїм життям та життям у вигнанні в Гонконзі, і вони стикалися з невдачами, дискримінацією та навіть експлуатацією, коли були підлітками.
У 1981 році "Історія Ву В'єта" продовжувала описувати проблему в'єтнамських людей на човнах. Ву В'є, закордонний китаєць В'єтнаму, контрабандно потрапляє до Гонконгу після багатьох спроб. Цей фільм описує труднощі незаконного переміщення людей, спогади про війну, зловісний характер таборів біженців та кризу в Чайнатауні.
У 1982 році Китайська Народна Республіка, щойно закінчивши війну з В'єтнамом, дозволила Хуей знімати на острові Хайнань. Boat People (1982) став передісторію 1978 року.

## Фільмографія

### Як режисерка
- 1978: Під Скелею Льва (серіал), режисер трьох серій (епізодів): «Гості» (також відомий як «Хлопчик з В'єтнаму») ― перший фільм «в'єтнамської кінотрилогії»; «Міст»; «Дорога».
- 1979: Таємниця
- 1980: Страшна банда
- 1981: Історія Хо В'єта / Бог вбивць ― другий фільм «в'єтнамської кінотрилогії"
- 1982: Люди в човнах ― третій фільм «в'єтнамської кінотрилогії» (Гонконзька кінопремія за режисуру)
- 1984: Любов в занепалому місті (за романом Чжан Айлін, номінація на Золоту кінь за найкращий фільм)
- 1987: Роман про книгу і мечі (за романом Цзінь Юна)
- 1987: Принцеса Пахощі (за романом Цзінь Юна)1988: Сяючий в ночі
- 1990: Віртуоз (колективний проєкт)
- 1990: Пісня вигнання (премія Азіатсько-тихоокеанського МКФ за найкращий фільм)
- 1991: Мій американський внук
- 1995: Літній сніг (Золотий кінь за найкращий фільм, премія МФ жіночого кіно в Кретеї за найкращий фільм, премія екуменічного журі Берлінського МКФ, Гонконзька кінопремія за режисуру)
- 1996: Каскадерка
- 1997: Вісімнадцять весен (за романом Чжан Айлін)
- 1999: Звичайні герої (Золотий кінь за режисуру)
- 2001: Відомий секрет (Гонконзька кінопремія за режисуру)
- 2002: Липнева рапсодія
- 2003: Богиня милосердя (премія глядацьких симпатій на МКФ у Вероні, номінація на Золотого Георгія)
- 2006: Постмодерне життя моєї тітки (премія Гонконзького Товариства кінокритиків кращому режисерові)
- 2008: Наше життя в мікрорайоні Тяньшуйвей (Гонконзька кінопремія і премія Гонконзького Товариства кінокритиків кращому режисерові)
- 2009: Ніч і туман
- 2010: Все про кохання
- 2011: Просте життя (Золотий кінь і Гонконзька кінопремія кращому режисерові, чотири премії й номінація на Золотого лева Венеціанського МКФ)
- 2012: Краса 2012 (колективний проєкт)
- 2014: Золота епоха (фільм обраний для закриття Венеціанського МКФ 2014 року)
- 2017: Наш час прийде

### Як актриса
Ен Хуей знялася в основному в епізодичних ролях у декількох фільмах:
- Любовна різанина (1981)
- Переможці та грішники (1983) ― Працівниця у забігайлівці
- Літній сніг (1995) ― Сусідка
- Хтось вгору (1996). . . Вчителька
- Хто така жінка, хто чоловік? (1996)
- Річка (1997) ― режисерка
- Цзян Ху: Зона тріади (2000)
- Карусель (2001)
- Назавжди й назавжди (2001)
- Боротьба за виживання (2002)
- Мене звуть слава (2006) ― кінорежисерка
- Просто актори (2007)
- Відлуння веселки (2010) ― Вихователька дитячого садка
- Наш час настане (2017) ― Інтерв’юерка

## Нагороди

### Кінопремії
| Рік  | Нагорода                                    | Категорі                               | Номінована робота               | Результат     |
| ---- | ------------------------------------------- | -------------------------------------- | ------------------------------- | ------------- |
| 1983 | 2nd Hong Kong Film Awards                   | Best Director                          | Boat People                     | Перемога      |
| 1983 | 2nd Hong Kong Film Awards                   | Best Picture                           | Boat People                     | Перемога      |
| 1988 | 7th Hong Kong Film Awards                   | Best Director                          | The Romance of Book &amp; Sword | Номінація     |
| 1990 | Asia Pacific Film Festival                  | Best Film                              | Song of the Exile               | Перемога      |
| 1990 | Rimini Festival                             | Best Film                              | Song of the Exile               | Номінація     |
| 1990 | Golden Horse Film Festival and Awards       | Best Film                              | Song of the Exile               | Номінація     |
| 1991 | 10th Hong Kong Film Awards                  | Best Director                          | Song of the Exile               | Номінація     |
| 1991 | 10th Hong Kong Film Awards                  | Best Picture                           | Song of the Exile               | Номінація     |
| 1995 | 45th Berlin International Film Festival     | Golden Bear                            | Summer Snow                     | Номінація     |
| 1995 | Golden Horse Film Festival and Awards       | Best Film                              | Summer Snow                     | Перемога      |
| 1995 | Golden Bauhinia Awards                      | Best Director                          | Summer Snow                     | Перемога      |
| 1995 | Golden Bauhinia Awards                      | Best Picture                           | Summer Snow                     | Перемога      |
| 1995 | Hong Kong Film Critics Society              | Best Picture                           | Summer Snow                     | Перемога      |
| 1995 | Créteil International Women's Film Festival | Best Film                              | Summer Snow                     | Перемога      |
| 1995 | 68th Academy Awards                         | Best Foreign Language Film             | Summer Snow                     | Not Nominated |
| 1996 | 15th Hong Kong Film Awards                  | Best Director                          | Summer Snow                     | Перемога      |
| 1996 | 15th Hong Kong Film Awards                  | Best Picture                           | Summer Snow                     | Перемога      |
| 1997 | 47th Berlin International Film Festival     | Berlinale Camera                       | Н/Д                             | Перемога      |
| 1997 | Order of the British Empire                 | Awarded MBE (Member of British Empire) | Н/Д                             | Honored       |
| 1999 | 36th Golden Horse Awards                    | Best Director                          | Ordinary Heroes                 | Перемога      |
| 1999 | 72nd Academy Awards                         | Best Foreign Language Film             | Ordinary Heroes                 | Not Nominated |
| 1999 | 49th Berlin International Film Festival     | Golden Bear                            | Ordinary Heroes                 | Номінація     |
| 2000 | 19th Hong Kong Film Awards                  | Best Director                          | Ordinary Heroes                 | Номінація     |
| 2001 | 8th Hong Kong Film Critics Society Awards   | Best Director                          | Visible Secret                  | Перемога      |
| 2002 | 21st Hong Kong Film Awards                  | Best Director                          | Visible Secret                  | Номінація     |
| 2002 | 21st Hong Kong Film Awards                  | Best Director                          | July Rhapsody                   | Номінація     |
| 2004 | 26th Moscow International Film Festival     | Golden George                          | Jade Goddess of Mercy           | Номінація     |
| 2004 | Verona Film Festival                        | Audience Award                         | Jade Goddess of Mercy           | Перемога      |
| 2004 | Verona Film Festival                        | Best Film                              | Jade Goddess of Mercy           | Номінація     |
| 2007 | 14th Hong Kong Film Critics Society Awards  | Best Director                          | The Postmodern Life of My Aunt  | Перемога      |
| 2008 | 27th Hong Kong Film Awards                  | Best Director                          | The Postmodern Life of My Aunt  | Номінація     |
| 2008 | 15th Hong Kong Film Critics Society Awards  | Best Director                          | The Way We Are                  | Перемога      |
| 2009 | 28th Hong Kong Film Awards                  | Best Director                          | The Way We Are                  | Перемога      |
| 2010 | 29th Hong Kong Film Awards                  | Best Director                          | Night and Fog                   | Номінація     |
| 2011 | 48th Golden Horse Awards                    | Best Director                          | A Simple Life                   | Перемога      |
| 2011 | 84th Academy Awards                         | Best Foreign Language Film             | A Simple Life                   | Not Nominated |
| 2012 | 31st Hong Kong Film Awards                  | Best Director                          | A Simple Life                   | Перемога      |
| 2012 | Hong Kong International Film Festival       | Lifetime Achievement Award             | Н/Д                             | Honored       |
| 2012 | 6-та Азійська кінопремія                    | Премія за життєві досягнення           | Н/Д                             | Honored       |
| 2015 | 34th Hong Kong Film Awards                  | Best Director                          | Золота ера                      | Перемога      |
| 2015 | 34th Hong Kong Film Awards                  | Best Film                              | Золота ера                      | Перемога      |
| 2015 | 9-та Азійська кінопремія                    | Найкращий режисер                      | Золота ера                      | Перемога      |
| 2017 | 54th Golden Horse Awards                    | Best Director                          | Our Time Will Come              | Номінація     |
| 2018 | 12-та Азійська кінопремія                   | Найкращий режисер                      | Our Time Will Come              | Номінація     |
| 2018 | 37th Hong Kong Film Awards                  | Best Film                              | Our Time Will Come              | Перемога      |
| 2018 | 37th Hong Kong Film Awards                  | Best Director                          | Our Time Will Come              | Перемога      |

### Особисті нагороди
- Премія азійського режисера року 2014 року. Міжнародний кінофестиваль у Бусані.[4]
- 2020 Почесний Золотий Лев за життєві досягнення. 77-й Міжнародний кінофестиваль у Венеції.[18][19]